# Ігорс Самусонокс
Ігорс Самусонокс  (латис. Igors Samušonoks; нар. 6 листопада 1972, Рига, ЛатРСР) — радянський та латвійський борець вільного стилю, срібний призер чемпіонату Європи, учасник Олімпійських ігор.

## Життєпис
Боротьбою почав займатися з 1982 року. У 1990 році у складі збірної Радянського Союзу став чемпіоном світу серед юніорів. У 1992 році вже у складі латвійської збірної став чемпіоном Європи серед молоді.
Виступав за борцівський клуб «Фрейденфелдс», Рига. Тренер — Вісвалдіс Фрейденфелдс. Багаторазовий чемпіон Латвії.
У 1994 році закінчив Латвійську академію спортивної освіти.

## Спортивні результати на міжнародних змаганнях

### Виступи на Олімпіадах
| Змагання                    | Збірна | Вагова категорія          | Місце |
| --------------------------- | ------ | ------------------------- | ----- |
| Літні Олімпійські ігри 2000 | Латвія | вільна боротьба, до 85 кг | 12    |

### Виступи на Чемпіонатах світу
| Змагання                        | Збірна | Вагова категорія           | Місце |
| ------------------------------- | ------ | -------------------------- | ----- |
| Чемпіонат світу з боротьби 1991 | Латвія | вільна боротьба, до 90 кг  | 10    |
| Чемпіонат світу з боротьби 1994 | Латвія | вільна боротьба, до 100 кг | 11    |
| Чемпіонат світу з боротьби 1995 | Латвія | вільна боротьба, до 90 кг  | 15    |
| Чемпіонат світу з боротьби 1997 | Латвія | вільна боротьба, до 85 кг  | 16    |
| Чемпіонат світу з боротьби 1999 | Латвія | вільна боротьба, до 85 кг  | 17    |
| Чемпіонат світу з боротьби 2001 | Латвія | вільна боротьба, до 85 кг  | 11    |
| Чемпіонат світу з боротьби 2003 | Латвія | вільна боротьба, до 96 кг  | 17    |

### Виступи на Чемпіонатах Європи
| Змагання                         | Збірна | Вагова категорія          | Місце  |
| -------------------------------- | ------ | ------------------------- | ------ |
| Чемпіонат Європи з боротьби 1992 | Латвія | вільна боротьба, до 90 кг | 12     |
| Чемпіонат Європи з боротьби 1994 | Латвія | вільна боротьба, до 90 кг | 11     |
| Чемпіонат Європи з боротьби 1995 | Латвія | вільна боротьба, до 90 кг | 7      |
| Чемпіонат Європи з боротьби 1997 | Латвія | вільна боротьба, до 85 кг | 10     |
| Чемпіонат Європи з боротьби 1998 | Латвія | вільна боротьба, до 85 кг | 12     |
| Чемпіонат Європи з боротьби 1999 | Латвія | вільна боротьба, до 85 кг | Срібло |
| Чемпіонат Європи з боротьби 2000 | Латвія | вільна боротьба, до 85 кг | 19     |
| Чемпіонат Європи з боротьби 2002 | Латвія | вільна боротьба, до 96 кг | 7      |

### Виступи на інших змаганнях
| Змагання                                                         | Збірна | Вагова категорія          | Місце  |
| ---------------------------------------------------------------- | ------ | ------------------------- | ------ |
| Гран-прі Німеччини з боротьби 1995                               | Латвія | вільна боротьба, до 90 кг | Бронза |
| Ігри Балтійського моря 1997                                      | Латвія | вільна боротьба, до 85 кг | Бронза |
| Олімпійський кваліфікаційний турнір з боротьби 2000 (Мінськ)     | Латвія | вільна боротьба, до 85 кг | 5      |
| Олімпійський кваліфікаційний турнір з боротьби 2000 (Лейпциг)    | Латвія | вільна боротьба, до 85 кг | 6      |
| Олімпійський кваліфікаційний турнір з боротьби 2000 (Токіо)      | Латвія | вільна боротьба, до 85 кг | 9      |
| Гран-прі Німеччини з боротьби 2001                               | Латвія | вільна боротьба, до 97 кг | 7      |
| Олімпійський кваліфікаційний турнір з боротьби 2004 (Братислава) | Латвія | вільна боротьба, до 96 кг | 22     |
| Олімпійський кваліфікаційний турнір з боротьби 2004 (Софія)      | Латвія | вільна боротьба, до 96 кг | 20     |

### Виступи на змаганнях молодших вікових груп
| Змагання                                      | Збірна | Вагова категорія          | Місце  |
| --------------------------------------------- | ------ | ------------------------- | ------ |
| Чемпіонат світу з боротьби серед юніорів 1990 | СРСР   | вільна боротьба, до 88 кг | Золото |
| Чемпіонат Європи з боротьби серед молоді 1992 | Латвія | вільна боротьба, до 90 кг | Золото |